# 茨木市立福井小学校
茨木市立福井小学校（いばらきしりつ ふくいしょうがっこう）は、大阪府茨木市にある公立小学校。

## 沿革
明治時代初期の学制発布により、1873年7月25日に島下郡25か村を校区とする島下郡第一小区第一番小学校が福井村真龍寺に開設された。
現在の茨木市立安威小学校・茨木市立忍頂寺小学校の前身にあたる学校を分離するなどの改編を経て、三島郡福井尋常小学校となった。
- 1873年7月25日 - 島下郡第一小区第一番小学校として創立
- 1874年 - 大岩小学校・下音羽小学校（いずれも茨木市立忍頂寺小学校の前身）を分離。
- 1878年 - 島下郡公立福井小学校に改称
- 1879年10月23日 - 安威尋常小学校（現在の茨木市立安威小学校）を分離。
- 1886年 - 島下郡福井尋常小学校に改称。
- 1896年4月1日 - 郡の合併により、三島郡福井尋常小学校と称する。
- 1941年4月1日 - 国民学校令により、三島郡福井国民学校に改称。
- 1947年4月1日 - 学制改革により、福井村立福井小学校に改称。
- 1955年4月3日 - 福井村が茨木市に編入されたことに伴い、茨木市立福井小学校に改称。
- 1957年 - 校歌制定。
- 1988年 - 運動場拡張、プール新設工事竣工。

## 通学区域
- 茨木市 東福井1-4丁目、西福井1-4丁目、中河原町、室山1丁目（一部を除く）・2丁目、豊原町（一部を除く）、大字福井

卒業生は基本的に茨木市立北中学校へ進学する。